# Brújula Brunton

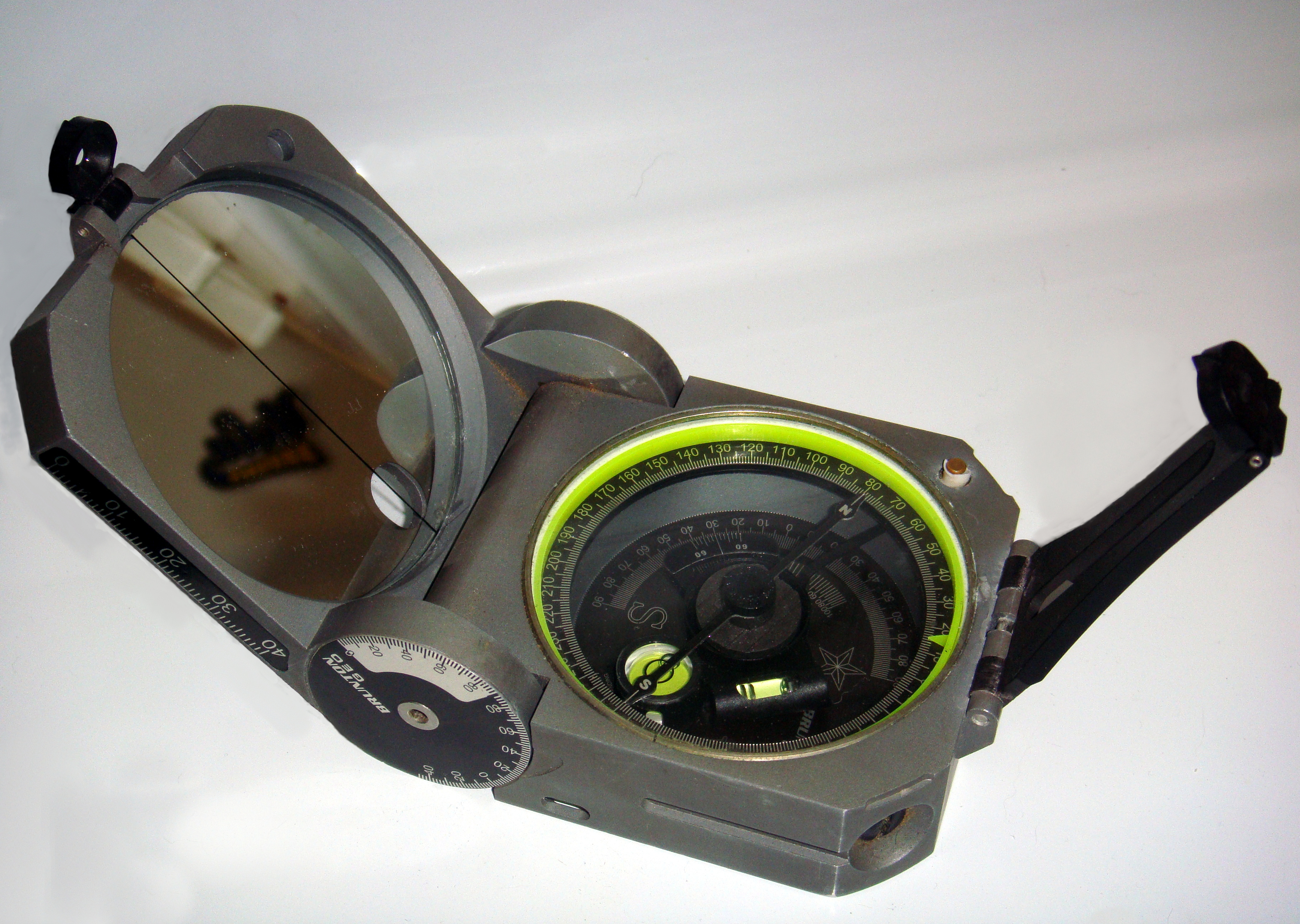
Una Brújula Brunton estándar Geo, usada comúnmente por geólogos

Una Brújula Brunton, también conocida como Brújula de geólogo, o tránsito de bolsillo Brunton, es un tipo de brújula de mano de precisión hecha originalmente por la compañía Brunton, Inc. de Riverton, Wyoming. El instrumento fue patentado en 1894 por un geólogo canadiense llamado David W. Brunton. Este instrumento posee una aguja imantada que se dispone en la dirección de las líneas de magnetismo natural de la Tierra. A diferencia de la mayoría de las brújulas modernas, el tránsito de bolsillo Brunton utiliza amortiguación de inducción magnética en lugar de líquido para amortiguar la oscilación de la aguja orientadora. Se usa principalmente para medir orientaciones geográficas, triangular una ubicación, medir lineaciones estructurales, planos y lugares geométricos de estructuras geológicas.
Aunque la compañía Brunton Inc. manufactura muchos otros tipos de brújulas magnéticas, el tránsito de bolsillo Brunton es un instrumento especializado, usado ampliamente por aquellos que necesitan hacer mediciones precisas de ángulos. Actualmente es manufacturada por diversas compañías. Los usuarios principales de esta herramienta de medición son los geólogos, arqueólogos, ingenieros agrimensores, ingenieros de minas e inspectores de campo. El ejército de Estados Unidos adoptó el tránsito de bolsillo modelo M2 para el uso de su personal de artillería.

## Utilización

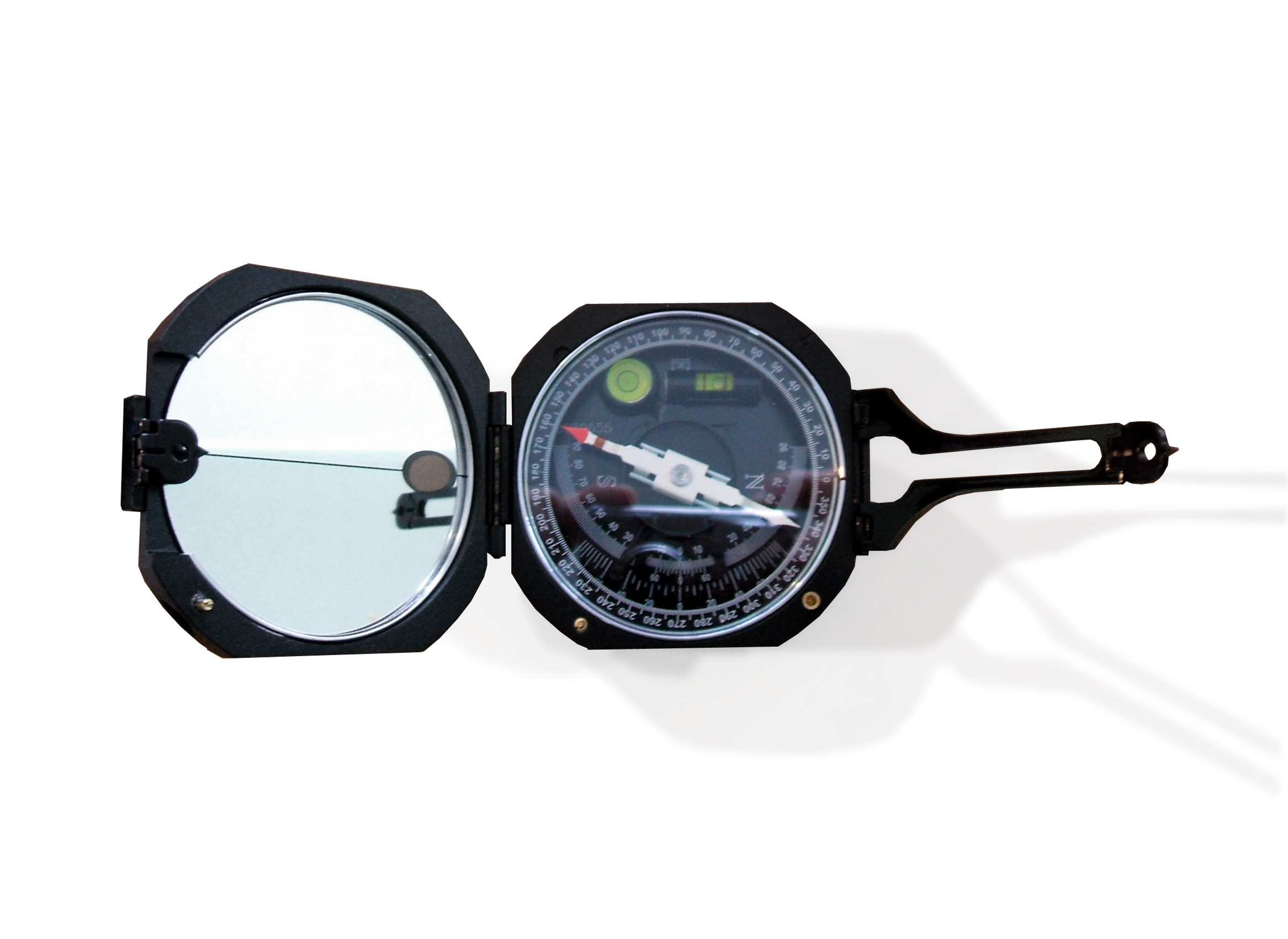
Vista superior de una brújula tipo Brunton

El tránsito de bolsillo se puede ajustar para el ángulo de declinación de acuerdo a su localización en la Tierra. Se utiliza para obtener mediciones de grados direccionales (acimut) mediante el campo magnético de la Tierra. Sosteniendo la brújula a la altura de la cintura, el usuario mira el espejo integrado y se alinea la línea objetivo, guiando la aguja que está en el espejo. Una vez que estas tres están alineadas y la brújula está a nivel, se pueden hacer la lectura de acimut. Posiblemente el uso más frecuente de la brújula Brunton en campo es el cálculo de pendientes de rasgos geológicos (fallas, contactos, foliación, estratos sedimentarios, etc.). Esta medición se realiza en conjunto con el uso de un nivel topográfico.
Al igual que con la mayoría de las brújulas tradicionales, las mediciones de dirección se hacen en referencia al campo magnético de la Tierra y por lo tanto se encontrarán con dificultades si en una región el magnetismo local es anormal. Por ejemplo, si el usuario se encuentra cerca de un afloramiento que contiene magnetita o algún otro material de soporte de hierro, las lecturas de la brújula pueden verse afectadas desde algunos centímetros hasta algunas decenas de metros, en función de la distancia del origen de la lectura (dependiendo de la fuerza del campo magnético).
Existen muchos otros tipos de brújulas utilizadas por los geólogos, por ejemplo, una Brújula Breithaupt (http://www.breithaupt.de/). Comúnmente estas son usadas por los geólogos estructurales, ya que permiten realizar fácilmente una medición precisa de la orientación de los planos (foliaciones) y de las líneas en los planos (lineación). Con el advenimiento de dispositivos electrónicos portátiles como los colectores de datos, GPS de bolsillo, y el iPhone, se ha creado una nueva generación de brújulas portátiles, algunas de ellas con posibilidades de especial interés para los geólogos (por ejemplo http://geologyCompass.com/). El listerCompass (diseñado por el geólogo estructural profesor Gordon Lister) es otro tipo de brújula especializada, que permite con una sola medición registrar simultáneamente pendiente, inmersión, así como el quiebre de una lineación en un plano de foliación.
Alternativamente, sin un enfoque centrado en la medición de lineaciones, existen dispositivos electrónicos que permiten la medición de guiñada, cabeceo y alabeo (los giros  que intervienen en el movimiento de una aeronave), con los que se puede lograr el mismo objetivo. A diferencia de las brújulas analógicas, una brújula digital se basa en un acelerómetro y un teslámetro, y puede proporcionar mucha información sobre la fiabilidad de la medición (por ejemplo, mediante la repetición de la misma medida y su análisis estadístico).